# Enrico Hillyer Giglioli

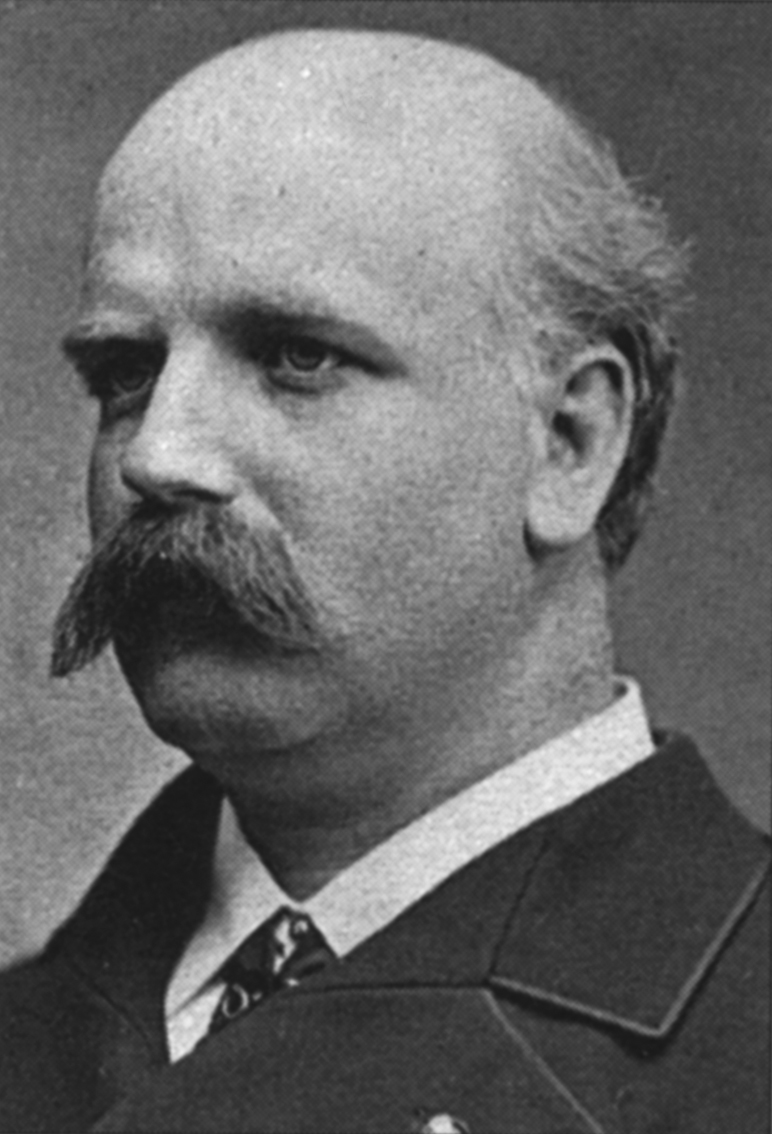
Enrico Hillyer Giglioli (1845–1909)

Enrico Hillyer Giglioli (* 13. Juni 1845 in London; † 16. Dezember 1909 in Florenz) war ein italienischer Zoologe und Anthropologe. In englischsprachiger Literatur findet man ihn auch als Henry Hillyer Giglioli.

## Familie
Sein Vater war der in Brescello geborene Anwalt, Mediziner und Naturalist Giuseppe Giglioli (1804–1865), der zunächst in Edinburgh später in London politisches Asyl fand. Seine Mutter kam aus London und hieß Ellen Hillyer. Nachdem sich die politische Lage in seinem Heimatland verbessert hatte kehrt der Vater 1848 mit seiner Familie nach Modena zurück, da er sich hier bessere Karrierechancen ausrechnete. In einer Zeit des politischen Umbruchs zog die Familie weiter über Florenz, Turin und schließlich im Jahre 1851 nach Genua. Sein Bruder war Italo Giglioli (1852–1920), ein Chemiker und Agronom. 1865 starb der Vater, der Gigliolis Lebensweg stark geprägt hatte.
Im Jahr 1871 ehelichte er Costanza Casella, eine Nichte des Freiheitskämpfers Gabriele Camozzi (1823–1869), der sich Giuseppe Garibaldi (1807–1882) und Giuseppe Mazzini (1805–1872) angeschlossen hatte. Beide hatten zwei gemeinsame Söhne und eine Tochter. Der älteste Sohn Odoardo Hillyer Giglioli (1873–1957) publizierte Bücher über Kunst, wie z. B. Giovanni da San Giovanni (Giovanni Mannozzi, 1592–1636). und war beim Staat an der Kunstgalerie zu Florenz angestellt. Guido Renzo Giglioli (1875–1939) trat in die Fußstapfen seines Vaters und besuchte das Royal College of Physicians of London. Zusätzlich machte er einen italienischen Abschluss und praktizierte anschließend als Arzt in Florenz. Die einzige Tochter heiratete und lebte anschließend in Genua.

## Giglioli als Wissenschaftler
Zurück in Italien und bereits mit einer starken Neigung für die Naturwissenschaften besuchte er das technische Internat und kam in Kontakt mit den bedeutenden Naturforschern Michele Lessona (1823–1894) und Francesco Costantino Marmocchi (1805–1858). Im Jahre 1860 folgte er seinem Vater nach Pavia, der dort inzwischen an der Universität Anthropologie lehrte. Hier schloss der junge Enrico auch sein Studium ab. Sein eifriges Engagement für Giuseppe Gabriel Balsamo-Crivelli (1800–1874), Torquato Taramelli (1845–1922), Paolo Panceri (1833–1877) und Francesco Brioschi (1824–1897) verhalf ihm zu einem Stipendium an der Royal School of Mines in London. Zu seinen Lehrmeistern hier gehörten Koryphäen wie Charles Lyell (1797–1875), Richard Owen (1804–1892), Daniel Sharpe (1806–1856), Charles Darwin (1809–1882), Alfred Russel Wallace (1823–1913), John Tyndall (1820–1893), Joseph Dalton Hooker (1817–1911) und Thomas Henry Huxley (1825–1895). Vor seiner erneuten Rückkehr nach Italien edierte er für Huxley viele Beiträge in der medizinischen Fachzeitschrift The Lancet. Außerdem übersetzte und publizierte er 1874 mit ein paar eigenen Anmerkungen Huxleys »Lectures on the Elements of Comparative Anatomy: On the Classification of Animals and on the Vertebrate Skull«. Unter den englischen Naturwissenschaftlern zählten u. a. Edwin Ray Lankester (1814–1874), Phebe Lankester (1825–1900), William Alexander Forbes (1855–1883), Philip Lutley Sclater (1829–1913), Richard Bowdler Sharpe (1847–1909), Albert Carl Ludwig Gotthilf Günther (1830–1914), Henry Seebohm (1832–1895), Robert Swinhoe (1836–1877) und Henry Yule (1820–1889) zu seinen Freunden. Er kehrte nach Pisa zurück, wo er schließlich im Jahr 1864 sein Diplom für Naturwissenschaften erhielt. Unterdessen schloss er in Turin Freundschaft mit Filippo De Filippi (1814–1867). Dieser besorgte ihm eine Stelle als Lehrer am Istituto Tecnico in Casale Monferrato.
Nach seiner dreijährigen Weltumsegelung mit der »Magenta« übernahm Giglioli zunächst für das »Museo di zoologia della Università« in Turin die Ordnung des gesammelten Materials. Als Ergebnis seiner akribischen Beobachtungen während der Reise entstanden schließlich ethnologische Schriften über Tasmanier (I Tasmaniani. Cenni storici ed etnologici di un popolo estinto) und Schwarze (Studi sulla razza negrita). Sie galten in dieser Zeit als wichtige wissenschaftliche Beiträge zur Anthropologie, einem Teilgebiet, das bisher in Italien nur stiefmütterlich von wenigen Enthusiasten behandelt wurde. Die Ethnologie hat Giglioli zeit seines Lebens beschäftigt und so findet man im Museo Nazionale Preistorico Etnografico „Luigi Pigorini“ in Rom noch heute wichtige Sammlungen seiner italienischen Wirbeltiere und seine Bücherei. Der damalige Unterrichtsminister Carlo Matteucci (1811–1868) berief Giglioli 1869 nach Florenz ans »Reale Istituto di Studi Superiori« (deutsch: Königliches Institut für höhere Studien), welches von Adolfo Targioni Tozzetti (1823–1902) geleitet wurde. Als 1871 der Lehrstuhl für Wirbellose und Wirbeltiere getrennt wurde, wurde Giglioli zunächst außerordentlicher Professor für Wirbeltiere. 1874 folgte am Institut die ordentliche Professur und er wurde Direktor des »Imperial Regio Museo di Fisica e Storia Naturale« (deutsch: Königliches Museum für Physik und Naturgeschichte) (heute Museo di Storia Naturale dell' Università di Firenze).
In der Folgezeit war Giglioli äußerst aktiv und besuchte viele nationale und internationale Kongresse, europäische Museen und ging auf Entdeckungsreisen entlang der italienischen Küsten und im Binnenland. Bereits 1875 begann er mit Hilfe von Geschenken und Zukäufen eine mächtige Sammlung an Wirbeltieren zusammenzutragen. Unter anderem stand er mit Thomas Frederick Cheeseman (1846–1923), dem Kurator des Auckland Museums in Neuseeland, in Kontakt. Beide tauschten zwischen 1877 und 1904 jede Menge Forschungsmaterial aus. So sandte Cheeseman im Laufe der Zeit ca. 150 neuseeländische Vogelbälge nach Florenz und bekam von dort ca. 600 europäische Säugetiere und Vögel geschickt. Es waren die Taxidermisten Riccardo Magnelli und Vincenzo Squilloni, die Giglioli dabei halfen die Sammlung so zu präparieren, dass 1877 ein erster Ausstellungsraum präsentiert werden konnte. Mit ca. 34.000 Einzelstücken und 1232 Arten war es eine der bedeutendsten Sammlungen Italiens. Die geographische Verteilung der Wirbeltiere diskutierte er in seiner Publikation »Ricerche intorno alla distribuzione geografica dei vertebrati«. Hierin empfahl er binäre Nomenklatur. Trinomen sollten nach ihm höchstens in Fällen von Hybridität verwendet werden. So galt er als Anhänger der darwinschen Theorie einer klaren Artentrennung und vertrat wie Darwin in seinem Werk Die Entstehung der Arten die Meinung, dass man eine klare Trennlinie für Unterarten nicht ziehen könne. Allerdings räumt Giglioli ein, dass es in einigen Fällen schwierig sein könnte die Quellen zu trennen und diese von anderen Arten zu unterscheiden. Er nannte dieses das Phänomen der »Neubildung«. Mit »Elenco dei Mammiferi, degli Uccelli e dei Rettili ittiofagi od interessanti per la pesca, appartenenti alla Fauna Italiana, e Catalogo degli Anfibi e dei Pesci Italiani« nahm er sich ein weiteres Mammutwerk vor, welches sowohl Land- als auch Wasserwirbeltiere behandelte.
Es waren vor allem Fische und Vögel, die Giglioli beschäftigten. So entstand 1863, damals noch ein junger Student, seine erste Monografie »Della famiglia ornitica delle Apterigidee e specialmente del genre Apteryx«. über eine Familie von Vögeln, den Kiwis. Von 1878 bis 1892 gab Alberto Manzella (bl. 1879–1906) mit »Iconografia dell'avifauna italica« zahlreiche Illustrationen zur allgemeinen Vogelkunde mit großformatigen, kolorierten Lithographien heraus, zu denen Giglioli die Typographie lieferte. Einige Zeit später bekam er vom Ministerium für Landwirtschaft, Handel und Industrie den Auftrag alle Stand- und Zugvögel Italiens zu erfassen, und ihre Zugrichtung und Brutzeiten für den Gesetzgeber aufzuarbeiten. Zwar gab es mit »Ornitologia toscana« von Paolo Savi (1798–1871) aus dem Jahre 1827, »Iconografia della Fauna Italica per le quattro Classi degli Animali Vertebrati (Band 1–3)« von Charles Lucien Jules Laurent Bonaparte (1803–1857) aus den Jahren 1832 bis 1841, »Storia naturale degli uccelli che nidificano in Lombardia (Band 1–2)« von Eugenio Bettoni (1845–1898) aus den Jahren 1865 bis 1868 und »Fauna d'Italia – Uccelli (Band 2)« von Tommaso Salvadori (1835–1923) aus dem Jahr 1872 schon beachtliche Werke. Trotzdem gestaltete sich dieses Werk als schwierig, da nur wenig über die geographischen Grenzen, die Migrationsgründe und die Varietäten von Vögeln bekannt war und kaum Daten zu diesem Thema zur Verfügung standen. Als Resultat publizierte er 1881 »Elenco delle specie di Uccelli che trovansi in Italia stazionarie o di passaggio, colle indicazioni delle epoche della nidificazione e della migrazione«, ein Werk welches 418 italienische Arten beinhaltete. Zusätzlich unterstützte er seinen Freund Vincenzo de Romita (1838–1914) bei seinen Bemühungen die Avifauna Apuliens zu beschreiben und stand im regen Briefkontakt mit ihm. 1884 fand in Wien der »erste internationale ornithologische Congress« statt, auf dem die Gelehrten eine territoriale ornithologische Erkundung vorschlugen. Darauf beauftragte wiederum das Ministerium für Landwirtschaft, Handel und Industrie Giglioli und förderte seine umfangreiche Erhebung. Als Ergebnis wurde 1886 das Werk »Avifauna italica: Elenco delle specie di uccelli stazionarie o di passaggio in Italia, colla loro sinonimia volgare e con notizie più specialmente intorno alle migrazioni ed alla nidificazione« publiziert. In den Jahren 1889 bis 1890 publizierte er in Kooperation mit seinem Freund Salvadori »Primo resoconto dei risultati della inchiesta ornitologica in Italia (Band 1–2)« ein Werk, welches u. a. die geographischen Verteilungen und die Brutzeiten verschiedener Brut- und Zugvögel behandelte und für die Ornithologie von außergewöhnlichem Nutzen war. Später besuchte er als italienischer Vertreter 1891 den »zweiten internationaler Ornithologischer Congress« in Budapest, 1900 den »dritten internationaler Ornithologischer Congress« in Paris und 1905 den »vierten internationaler Ornithologischer Congress« in London.
Gleichzeitig beschäftigte er sich mit dem Forschungsgebiet der Hydrobiologie der Seen Norditaliens und besuchte weitere wichtigste Museen Europas, um seine Kenntnisse zur Zoologie von Wirbeltieren zu erweitern. Durch seine ausgewiesene Kompetenz auf diesem Gebiet wurde er als Regierungskommissar zu den Internationalen Fischerei Ausstellungen im Jahr 1880 in Berlin (»Sulla parte scientifica, riguardante gli animali vertebrati neir anzidetta esposizione«), im Jahr 1882 in Edinburgh und im Jahr 1883 in London (»Zoology at the Fisheries Exhibition. II. – Notes on the Vertebrata«) beordert. Im Namen der Regierung verhandelte er 1906 Verträge über die Fischerei in der Provinz Gorizia mit Österreich sowie über das Mischwasser mit der Schweiz. Seit 1899 war er Präsident des Fischereiausschusses, deren Aufgabe er sich bis zu seinem Tod widmete.

## Forschungsreisen

### Magenta (1865–1868)
Im Herbst 1865 schlug ihn De Filippi als Assistent für eine Forschungsreise auf der Korvette »Magenta« vor. Am 8. November 1865 segelte die Fregatte »Regina« von Neapel aus Richtung Montevideo, um dort auf die wartende »Magenta« zu treffen. Der Kommandant der »Magenta« war Vittorio Francesco Arminjon (1830–1897), dem zu Ehren Giglioli und Tommaso Salvadori (1835–1923) den wissenschaftlichen Namen des Trindadesturmvogels (Pterodroma arminjoniana) widmeten. Seine weitere Reise führte ihn über Montevideo und die Magellanstraße über den Pazifischen Ozean nach Japan und China.

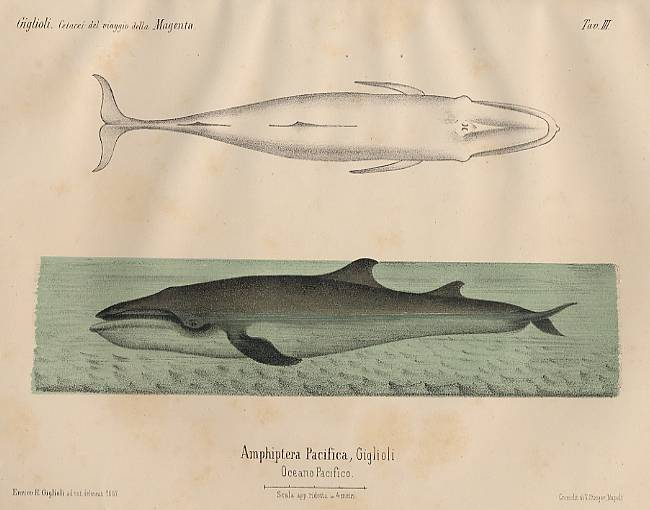
Giglioli-Wal

Auf dem Rückweg erkrankte De Filippi in Macao an Amöbenruhr oder Cholera und starb schließlich am 9. Februar 1867 in Hongkong. So trug der gerade mal 21 Jahre alte Giglioli plötzlich die gesamte Verantwortung für diese Expedition. Am 28. März 1868 kehrte die »Magenta« schließlich nach Neapel zurück. 1875 publizierte Giglioli mit einem Vorwort von Paolo Mantegazza (1831–1910) eine Chronologie der Reise.
Am 4. September 1867 ca. 1931 Kilometer (Breitengrad 28° 34’ S und Längengrad 88° 10’ W) von der Küste Chiles entfernt entdeckte Giglioli einen Wal, den er bisher nicht kannte. Der Wal ähnelte den Furchenwalen, hatte aber zwei Finnen, was ihn von den Furchenwalen deutlich unterschied. Giglioli beschloss den Wal als neue Art Amphiptera pacifica zu beschreiben. Zwar wurde im Oktober 1898 von Alexander Taylor auf seinem Fischerboot »Lily« eine ähnliche Kreatur vor der schottischen Küste vor Stonehaven entdeckt, doch gilt der Wal, da eine endgültige Verifizierung unmöglich war, heute als Kryptid.

### Washington (1881–1883)
Die Fauna in großen Wassertiefen war bisher kaum erforscht. William Benjamin Carpenter (1813–1885), John Gwyn Jeffreys (1809–1885) und Charles Wyville Thomson (1830–1882) hatten von der Royal Society of London den Auftrag bekommen mit den Wasserfahrzeugen »Porcupine« und »Lightning« den Meeresgrund zu erforschen. Ihre Ergebnisse publizierten sie 1874 in »The depths of the sea: an account of the general results of the dredging cruises of H.M. SS. »Porcupine« and »Lightning« during the summers of 1868, 1869 and 1870, under the scientific direction of Dr. Carpenter, J. Gwyn Jeffreys, and Dr. Wyville Thomson«. Da die tagesperiodischen Vertikalbewegungen des Meeres, die sogenannte Tiefenstreuschicht, damals nicht bekannt war, glaubten sie immer noch an eine abgeschwächte azoischen Theorie, die behauptete, dass Leben nur in den lichtdurchfluteten Zonen und dann erst wieder am Meeresgrund möglich sei. Somit sei im Mittelmeer keine abgrundtiefe Fauna vorhanden. Giglioli war anderer Auffassung und beantragte beim Ministerium für Landwirtschaft, Handel und Industrie die Nutzung des Schiffes »Washington«. Am Ende der Forschungsfahrt, im Sommer des Jahres 1881, kam es zu überraschenden Ergebnissen, da die Sammlung in bis zu 3630 Meter Tiefe typische Tiefsee Fauna zu Tage brachte. Von 1873 bis 1876 war der Kapitän George Nares zusammen mit Thomson auf der »Challenger« im Nordatlantik unterwegs. Zur Ausbeute gehörte eine neue Krebsart Willemoesia leptodactyla, die Thomson 1873 als Resultat dieser Reise erstmals für die Wissenschaft beschrieb. Diese Krebsart kam ebenfalls im Mittelmeer vor und brachte Giglioli in seinen Publikationen »La scoperta di una fauna abissale nel Mediterraneo« und »Durante la prima campagna talassografica del R. piroscafo »Washington« sotto il commando del Capitano di vascello GB Magnaghi« zu dem Schluss, dass auch im Mittelmeer ozeanische Fauna beheimatet ist.

## Mitgliedschaften, Ehrungen und Dedikationsnamen
Er war Vizepräsident der Società Italiana di Antropologia e Etnologia sowie Ehrenmitglied (Honorary Fellow) des Royal Anthropological Institute of Great Britain and Ireland, der British Ornithologists’ Union und der Società Geografica Italiana. Außerdem war er Fellow der Zoological Society of London und der Royal Geographical Society. Seit 1901 war er Mitglied der American Philosophical Society. Neben England und Italien war er in vielen anderen Gesellschaften und Instituten weltweit Mitglied bzw. Ehrenmitglied.
In Italien wurde ihm der Ritterorden der hl. Mauritius und Lazarus und der Orden der Krone von Italien verliehen. Neben Italien verliehen ihm Österreich den Franz-Joseph-Orden, Frankreich den Ordre du Mérite agricole und den Officier de l’Instruction publique sowie Brasilien den Orden der Rose. König Viktor Emanuel III. von Italien hatte bereits seine Ernennung zum Großoffizier des Ordens der Krone von Italien unterschrieben, als Giglioli der Tod ereilte. Diese Ehrung sollte kurz nach seinem Tod am 20. Dezember 1909 zu seinem 40-jährigen Dienstjubiläum stattfinden.
Im Jahre 1869 widmete Salvadori seinem Freund eine Unterart des Rosenbauch-Schneegimpel (Leucosticte arctoa gigliolii). Er schrieb:

„I have named this bird after my friend Dr. Henry Giglioli, lately scientific officer on board the Italian frigate »Magenta«, whose researches in divers branches of natural history will highly interest the scientific world. (deutsch: Ich habe diesen Vogel nach meinem Freund Dr. Henry Giglioli benannt, der vor kurzem wissenschaftlicher Verantwortlicher auf der italienischen Fregatte »Magenta« war und dessen Forschungen über das Fachgebiet der Seetaucher von hohem Interesse für wie Welt der Wissenschaft sein werden.“

Georg Johann Pfeffer (1854–1931) vergab 1896 den Namen Hemichromis gigliolii (heute: Haplochromis gigliolii) für eine Buntbarschart zu Ehren von Giglioli.
Angelo Senna (1866–1952) machte 1903 mit einem neuen Zehnfußkrebs Plesionika gigliolii aus dem Mittelmeer Giglioli seine Aufwartung. Zur Begründung schreibt er:

„Questa nuova specie, ch’io dedico rispettosamente al’ illustre prof. Enrico H. Giglioli, como ricordo fruttifera campagna talassografica del Washington, è ben distinta dalle specie precedenti e più che ad esse s'avvicina a P. geniculatus A.M.E. del quale, per quanto io sappia, non esiste la descrizione, ma solamente una figura pubblicata in un’ opera assai rara: Receneil de figures ecc. (deutsch: Diese neue Art widme ich respektvoll dem angesehenen Professor Enrico H. Giglioli in Erinnerung an seine ertragreiche meereskundlich Operationen mit der »Washington«, eine Art die so von allen vorher beschriebenen Arten abweicht und meines Wissens am ehesten ‚Pandalus geniculatus‘ (Alphonse Milne-Edwards (1835–1900)) ähnelt, für die es aber keine Beschreibung gibt, sondern nur eine Illustration in einem in sehr seltenen Werk veröffentlicht wurde: "Recueil de Figures de Crustacés Nouveaux ou peu Connus, 1883")“

Schließlich bedachte Carlo Menozzi (1892–1943) im Jahr 1935 mit der Ameisenart Pheidole gigliolii den Namen Giglioli. Diese Ehrung galt aber seinem Sohn Dr. Guido Renzo Giglioli, der zusammen mit Nello Beccari (1883–1957) und Ugo Ignesti um 1935 eine Forschungsreise nach Britisch-Guayana unternahm.

## Gattungen, Arten und Unterarten nach Giglioli

### Gattungen
Giglioli war chronologisch Erstbeschreiber der folgende Gattungen, Arten und Unterarten u. a. auch mit Tommaso Salvadori als:
- Rhopophilus Giglioli & Salvadori, 1870
- Erntemäuse (Reithrodontomys) Giglioli, 1874
- Bathophilus Giglioli, 1882
- Bellottia Giglioli, 1883
- Hymenocephalus Giglioli in Giglioli und Issel, 1884
- Eretmophorus Giglioli, 1889

### Vogelarten

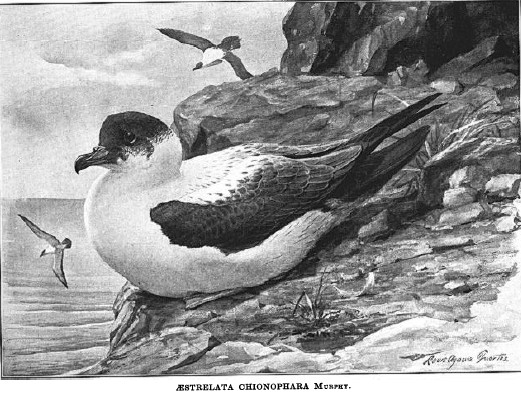
Trindadesturmvogel

- Magentasturmvogel (Pterodroma magentae) (Giglioli & Salvadori, 1869)
- Trindadesturmvogel (Pterodroma arminjoniana) (Giglioli & Salvadori, 1869)
- Juan-Fernandez-Sturmvogel (Pterodroma defilippiana) (Giglioli & Salvadori, 1869)
- Goldbauchelster (Cissa hypoleuca) Salvadori & Giglioli, 1885

### Fischarten
- Art der Tiefsee-Kardinalbarsche Epigonus constanciae (Giglioli, 1880)
- Art der Tiefseedorsche Lepidion guentheri (Giglioli, 1880)
- Art der Schuppenlosen Drachenfische Bathophilus nigerrimus Giglioli, 1882
- Art der Lebendgebärenden Brotulas Bellottia apoda Giglioli, 1883
- Art der Mondfische Mola ramsayi (Giglioli, 1883)
- Art der Grenadierfische Hymenocephalus italicus Giglioli in Giglioli und Issel, 1884
- Art der Tiefseedorsche Eretmophorus kleinenbergi Giglioli, 1889
- Art der Grenadierfische Coryphaenoides mediterraneus (Giglioli, 1893)

### Unterarten
- Unterart des Zwergsturmtauchers (Puffinus assimilis elegans) Giglioli & Salvadori, 1869
- Unterart des Klippschliefers (Procavia capensis scioanus) (Giglioli, 1888)

## Werke
Im Folgenden findet sich eine Auswahl von Publikationen Gigliolis.
- Della famiglia ornitica delle Apterigidee e specialmente del genre Apteryx, Atti della Società italiana di scienze naturali, Vol 5, 1863, S. 303–329.
- Original Communications: On some Parasitical Insects from China, Quarterly Journal of Microscopical Science, Serie 2–4, 1864, S. 18–26.
- Translation: On Myoryktes Weismanni; a new Parasite, inhabiting the Muscles of the Frog, Quarterly Journal of Microscopical Science, Serie 2–4, 1864, S. 27–30.
- Notes on the Birds observed at Pisa and in its Neighbourhood during the Winter, Spring, and Summer of 1864, Ibis, 1865, S. 50–63.
- Nuove specie di Procellaridi raecolte durante il viaggio fatto intorno al mondo negli anni 1865, 1866, 1867, 1868 della pirocorvetta italiana Magenta. (Aestrelata Magentae, Arminjoniana, Defilippiana, trinitatis, Puffinus elegans.), Atti della Società italiana di scienze naturali e del Museo civico di storia naturale in Milano, Band 11, Fase. III, 1868 (erst 1869 veröffentlicht).
- Cenni generali sul viaggio di circumnavigazione della piro-corvetta Magenta (1865–66–67–68), Bollettino della Società Geografica Italiana, 1868, S. 215–241.
- On Some new Procellariidæ collected during a Voyage round the World in 1865–68 by H.I.M.‘s S.’Magenta, Ibis, Band 11, No 1, 1869, S. 61–68.
- Note intorno alla distribuzione della fauna vertebrata nell'oceano : prese durante un viaggio intorno al globo 1865–68, Bollettino della Società geografica italiana, 1870, S. 1–98.
- Zusammen mit Tommaso Salvadori: Altre nuove o poco note Specie di Uccelli, raccolte durante il Viaggio fatto intorno al Mondo dalla Pirocorvetta italiana Magenta, Atti della Reale Accademia delle scienze di Torino, 1870, S. 273–281.
- zusammen mit Thomas Salvadori: On some other new and little-known Birds, collected during the Voyage round the World in 1865–68 of H. I. M.'s 8. Magenta, Ibis, Band 12, No 2, 1870, S. 185–187.
- I Tasmaniani: Cenni storici ed etnologici di un popolo estinto, Stab. typ. G. Pellas, 1871.
- Studi crauiologici sui Chinipanze, Annali del Museo Civico di Storia naturale di Genova, Band III, 1872.
- Ricerche intorno alla distribuzione geograica generale o Corologia degli animali vertebrati, Stab. G. Civelli, 1873.
- Richerche intorno alla distribuzione geografica generale o corologia degli animali vertebrati – Capitolo III, Bollettino della Società geografica italiana, 1874, S. 321–345.
- Richerche intorno alla distribuzione geografica generale o corologia degli animali vertebrati – III Regione Borco-Americano, Bollettino della Società geografica italiana, 1874, S. 16–321.
- Richerche intorno alla distribuzione geografica generale o corologia degli animali vertebrati – IV Regione Etiopiea, Bollettino della Società geografica italiana, 1874, S. 345–366.
- Manuale dell'anatomia degli animali vertebrati di Thomas H. Huxley. Tradotto con note ed aggiunte da Enrico Hillyer Giglioli, G. Barbèra, 1874.
- Viaggio intorno al globo della r. pirocorvetta italiana Magenta negli anni 1865-66-67-68 sotto il comando del capitano di fregata V.F. Arminjon: Relazione descrittiva e scientifica, pubblicata sotto gli auspici del Ministero di agricoltura, V. Maisner e compagnia, 1875.
- Zusammen mit Alberto Manzella: Iconografia dell'avifauna italica, ovvero tavole illustranti le specie di uccelli che trovansi in Italia con brevi desceizioni e note, Pellas, 1878–1892.
- Notizie intorno ai Djelma o Baduvi ed ai Tenger montanari non-Islamiti, Archivo per l'Antropologia e la Etnologia, Band 8, 1878.
- Nuove notizie sui popoli negroidi dell'Asia e specialmente sui Negriti, Archivo per l'Antropologia e la Etnologia, Band 9, 1879.
- Distribution of the Black Rat (Mus rattus, Linn.) in Italy, Nature, Band 20, Nr. 506, 1879, S. 242–242.
- Ulteriori notizie: intorno ai Negriti, Archivo per l'Antropologia e la Etnologia, Band 10, 1880.
- zusammen mit Arturo Zannetti: Istruzioni per fare le osservazioni antropologiche ed etnologiche, Tipografia Eredi Botta, 1880.
- Elenco dei Mammiferi, degli Uccelli e dei Rettili ittiofagi appartenenti alla Fauna italica. – Catalogo degli Anfibi e dei Pesci italiani, Estratto dal Catalogo generale della Sezione Italiana alla Esposizione internationale di Pesca in Berlino 1880, Sezione italiana, Catalogo degli Espositori e delle cose esposte. N.H. Firenze Stataperia Reale, 1880, S. 63–117.
- Italian Deep-Sea Exploration in the Mediterranean, Nature, Band 24, Nr. 616, 1881, S. 358–358.
- Notes on the Avifauna of Italy, Ibis, Band 23, No 2, 1881, S. 182–222.
- La scoperta di una fauna abissale nel Mediterraneo: Prima campagna talassografica del R. Piroscafo "Washington", Atti del III. Congresso Geografico Internazionale, 1881.
- Durante la prima campagna talassografica del R. piroscafo "Washington" sotto il commando del Capitano di vascello GB Magnaghi, Atti del III. Congresso Geografico Internazionale, 1881.
- New Deep-Sea Fish from the Mediterranean, Nature, Band 27, 1882, S. 198–199.
- New and Very Rare Fish from the Mediterranean, Nature, Band 25, Nr. 649, 1882, S. 535–535.
- Ragazzi allevati e conviventi con lupi nell-Hindustan, Archivo per l'Antropologia e la Etnologia, Band 12, 1882.
- Alcuni cenni intorno ai Dajak a proposito di un viaggio recente nell' interno di Borneo di Carl Bock, Archivo per l’Antropologia e la Etnologia, Band 13, 1883.
- Intorno a due nuovi pesci dal golfo di Napoli, Zoologischer Anzeiger, Band 6, Nr. 144, 1883, S. 397–400.
- Sulla parte scientifica, riguardante gli animali vertebrati neir anzidetta esposizione, Annali del Museo civico di storia naturale di Genova, 1883.
- Zoology at the Fisheries Exhibition. II.--Notes on the Vertebrata, Nature, Band 28, Nr. 718, 1883, S. 313–316.
- zusammen mit Arturo Issel: Pelagos, saggi sulla vita e sui prodotti del mare, Tipografia R. Istituto Sordo-Muti, 1884.
- zusammen mit Francesco Sacramucci: Notizie sui Danakil e più specialmente su quelli di Assab, Archivo per l’Antropologia e la Etnologia, Band 14, 1884, S. 17–44.
- Zusammen mit Tommaso Salvadori: Altre due nuove specie di uccelli della Cocincina raccolte durante il viaggio della R. Pirofregata Magenta, Atti Reale Accademia delle Scienze di Torino, Band 20, 1885, S. 343–345.
- Notizie sugli Indigeni delle Isole Nicobare e specialmente sui Sköme Pen dell' interno della Grande Nicobar, Archivo per l’Antropologia e la Etnologia, Band 15, 1885, S. 31–35.
- Studi etnologici in Siberia, Archivo per l'Antropologia e la Etnologia, Band 15, 1885.
- Avifauna italica: Primo Resoconto Dei Risultati Della Inchiesta Ornitologica in Italia, Teil 1: Elenco sitematico delle specie di uccelli – Elenco delle specie di uccelli stazionarie o di passaggio in Italia, colla loro sinonimia volgare e con notizie più specialmente intorno alle migrazioni ed alla nidificazione, 1886.
- A Singular Case, Nature, Band 34, Nr. 875, 1886, S. 313
- I cacciatori di teste alla Nuova Guinea, Archivo per l’Antropologia e la Etnologia, Band 16, 1887, S. 311.
- Di alcune Maschera fatte colla porzione anteriore di cranii, in uso pei balli »Toberran« e peraltri riti mistici nell'isola di Birara (Nuova Bretagna.) – Archivio per l'Antropologia e la Etnologia, Band 17, 1887, S. 465–476.
- Note intorno ad alcuni oggetti interessanti, Archivo per l'Antropologia e la Etnologia, Band 17, 1887.
- Note su due pipe singolari dell' America boréale, Archivo per l'Antropologia e la Etnologia, Band 17, 1887, S. 426–430.
- Notizie etnografiche dalle isole Nicobar, Archivo per I'Antropologta e la Etnologia, Band 17, 1887.
- Earthquake in the Western Riviera, Nature, Band 36, Nr. 914, 1887, S. 4.
- Lepidosiren paradoxa, Nature, Band 35, Nr. 902, 1887, S. 343.
- Dr. Modigliani's Exploration of Nias, Nature, Band 35, Nr. 902, 1887, S. 342–343.
- Ulteriori notizie intorno agli Akka dell'Africa centrale, Archivo per l’Antropologia e la Etnologia, Band 18, 1888.
- Ossa umane portate come ricordi o per ornamento e usate come utensili od armi, Archivo per l’Antropologia e la Etnologia, Band 18, 1888, S. 201–208.
- Note etnologiche dalle Isole Marchesi, Archivo per l’Antropologia e la Etnologia, Band 18, 1888, S. 209–213.
- Notes on a singular mask from Boissy Island, northeastern New Guinea; and queries on the lizard in the folk-lore of Australasia, Internationales Archiv für Ethnographie, Band 1, 1888, S. 184–187.
- Note intorno agli animali vertebrati raccolti al Conte Augusto Boutourline a dal Dr. Leopoldo Traversi ad Assab e nello Scioa negli anni 1884-87, Annali del Museo civico di storia naturale "Giacomo Doria", Serie II, Band 6, 1888, S. 5–73.
- Another Specimen of Lepidosiren paradoxa, Nature, Band 38, Nr. 970, 1888, p. 102-103.
- On a singular obsidian scraper used at present by some of the Galla tribes in southern ShoaInternationales Archiv für Ethnographie, Band 2, 1889, S. 212–214.
- On a supposed new Genus and Species of Pelagic Gadoid Fishes from the Mediterranean, Proceedings of the Zoological Society of London, 1889, Band 3, S. 328–332.
- Avifauna italica: elenco sistematico delle specie di uccelli stazionarie o di passaggio in Italia, con nuovi nomi volgari e colle notizie sin qui fornite dai collaboratori nella inchiesta ornitologica: con una carta delle stazioni ornitologiche in Italia 1889.
- Alcune notizie intorno agli ariani primitive detti "Siah Posh" abitanti il Kafiristan, Archivo per l’Antropologia e la Etnologia, Band 19, 1889.
- On a Remarkable Stone Axe and a Stone Chisel in Actual Use amongst the Chamacocos of SE Bolivia, Internationales Archiv für Ethnographie, Band 2. 1889, S. 272–277.
- Primo Resoconto Dei Risultati Della Inchiesta Ornitologica in Italia, Teil 2, Avifaune Locali, Coi tipi dei successori Le Monnier, 1890.
- Notes on a remarkable and very beautiful ceremonial stone adze from Kapsu, New Ireland, Internationales Archiv für Ethnographie, Band 3, 1890, S. 181–186.
- Modigliani's Exploration of Nias Island, Nature, Band 41, Nr. 1069, 1890, S. 587–591.
- On two ancient peruvian masks made with the facial portion of human skulls, Internationales Archiv für Ethnographie, Band 3, 1890, S. 83–86.
- Maschere della Nuova Guinea e dell-Archipelago Bismarck Archivio per la Antropologia e la Etnologia, Band 20, 1890.
- Primo resoconto dei risultati della inchiesta ornitologica in Italia. Teil 3: Ed ultima, Notizie d'Indole Generale, Coi tipi dei successori Le Monnier, 1891.
- Dr. Modigliani's Recent Explorations in Central Sumatra and Engano, Nature, Band 46, Nr. 1198, 1892, S. 565–568.
- Appunti intorno ad una collezione etnografica fatta durante il terzo viaggio di Cook e conservata sin dalla fine del secolo scorso nel R. Museo di fisica et storia naturale di Firenze, Tipografia di Salvadore Landi, 1893.
- Di una nuova specie di Macruride appartenente alla fauna abissale del Mediterraneo, Zoologischer Anzeiger, Band 16, Nr. 428, 1893, S. 342–345.
- Appunti intorno ad una collezione etnografica fatta durante il terzo viaggio di Cook e conservata sin dalla fine del secolo scorso nel R. Museo di fisica et storia naturale di Firenze, Tipografia di Salvadore Landi, 1895.
- zusammen mit Charles Henry Dolby-Tyler: Di alcuni strumenti litici tuttora in uso presso certe tribu del Rio-Napo, Bulletins et Mémoires de la Société d'Anthropologie de Paris, Band 7, Nr. 1, 1896, S. 305–309.
- Due singolarissime e rare trombe da guerra guernite di ossa umane dell'Africa e dell'America meridionale, Archivio per l' Antropologia e la Etnologia, Band 26, 1896.
- L'Eta Della Pietra nella Nuova Caledonia, Archivio per l' Antropologia e la Etnologia, Band 26, 1896.
- La Trebbiatrice guernita di pietre in uso presso alcune tribù berbere nella Tunisia, Archivio per l' Antropologia e la Etnologia, Band 26, 1896, S. 465–476.
- La moneta nella Melanesia, Archivo per l'Antropologia e la Etnologia, Band 17, 1887.
- Boggiani's Recent Explorations Amongst Native Tribes of the Upper Paraguay River, Nature, Band 53, Nr. 1380, 1896, S. 545–547.
- "Heterocephalus glaber" in North Somaliland, Nature, Band 55, Nr. 1428, 1897, S. 440.
- Delia comparsa del Corvus tingitanus, Irby, in Italia, Avicula, Giornale Ornitologico Italiano, Band 1, Nr. 1, 1897.
- Gli ultimi giorni dell' età della pietra (Melanesia). Le mazze con testa sferoidale di pietra, della Nuova Brettagna, dette Palao., Archivio per la Antropologia e la Etnologia, Band 27, Nr. 1, 1897, S. 7–42.
- Viaggio di Sir William MacGregor attraverso la Nuovo Guinea. – Dal nostro socio d'onore prof Enrico H. Giglioli, riceviamo la seguente notizia. In: Bollettino della Società geografica italiana (= 3). Band 10, 1897, S. 26–27 (Textarchiv – Internet Archive [abgerufen am 1. August 2013]).
- Dr. W. Kobelt and the Mediterranean Fauna, Nature, Band 61, Nr. 1575, 1899, S. 227–228.
- The Alleged Destruction of Swallows and Martins in Italy, Nature, Band 59, Nr. 1528, 1899, S. 340.
- A Third Specimen of the Extinct "Dromaius ater", Vieillot; found in the R. Zoological Museum, Florence, Nature, Band 62, Nr. 1596, 1900, S. 102.
- Materiali per lo studio délia »età della pietra« dai tempi preistorici all' epoca attuale, Archivo per l'Antropologia e la Etnologia, Band 31, 1901.
- The strange case of Athene chiaradiæ, Ibis, Band 45, No 1, 1903, S. 1–18.
- Visitors from the High North in Central Italy, Nature, Band 69, Nr. 1792, 1904, S. 413.
- Übersetzung des Werkes Wanderings in the great forests of Borneo; travels and researches of a naturalist in Sarawak von Odoardo Beccari (1843–1920), Francis Henry Hill Guillemard (1852–1933), 1904.
- On the Extinct Emeu of the Small Islands off the South Coast of Australia and Probably Tasmania, Nature, Band 75, Nr. 1953, 1907, S. 534.
- The Forest-pig of Central Africa, Nature, Band 75, Nr. 1948, 1907, S. 414–415.
- An Ornithological Coincidence, Nature, Band 80, Nr. 2059, 1909, S. 188.